# ۳۰ رجب
۳۰ رجب، سی‌امین روز از ماه رجب در تقویم هجری قمری است.
در تقویم هجری قمری قراردادی این روز دویست و هفتمین روز سال است.